# Аква Тепула
Аква Тепула(Aqua Tepula) e акведукт в Древен Рим.
Построен е през 125 пр.н.е. от цензорите Гней Сервилий Цепион и Луций Касий Лонгин Равила  по времето на консулите Марк Фулвий Флак и Марк Плавций Хипсей.
През 33 пр.н.е. Марк Випсаний Агрипа го свързва с Аква Юлия.
Между 11 и 4 пр.н.е. е репариран от Квинт Елий Туберон по нареждане на император Август. 
Началото на акведукта започва от планината Албани при Castrimoenium (днес Марино) близо до Виа Латина при Тускулум, източно от Рим. Името идва от температурата на водата, която идва топла в Рим.
Водопроводът е дълъг 18 км и доставя 19.000 кубик метра на ден. От тях 8.000 м³/ден, които идват от Аква Юлия, 4.000 м³/ден от Аква Марция и 7.000 м³/ден от Анио Новус.
Водопроводът стига до Рим близо до Порта Маджоре, където се кръстоства с Аква Марция,
Аква Клавдия и с Анио Новус. От там следва маршрута на водопровода Аква Марция.